# Vladimír Michal
Vladimír Michal (* 3. února 1963 Žilina) je bývalý český fotbalový obránce a později funkcionář.

## Fotbalová kariéra
V československé a české lize hrál za FC Boby Brno a Slováckou Slavii Uherské Hradiště. Nastoupil v 87 utkáních a dal 4 góly.

## Ligová bilance
| Ročník                                   | Zápasy | Góly | Klub                                |
| ---------------------------------------- | ------ | ---- | ----------------------------------- |
| 1. československá fotbalová liga 1989/90 | 27     | 1    | Zbrojovka Brno                      |
| 1. československá fotbalová liga 1990/91 | 29     | 0    | Zbrojovka Brno                      |
| 1. česká fotbalová liga 1993/94          | 1      | 0    | FC Boby Brno                        |
| 1. česká fotbalová liga 1994/95          | 24     | 3    | FC Boby Brno                        |
| 1. česká fotbalová liga 1995/96          | 6      | 0    | FC Slovácká Slavia Uherské Hradiště |
| CELKEM                                   | 87     | 4    |                                     |